# 久保田雅人
久保田 雅人（くぼた まさと、1961年〈昭和36年〉8月8日 - ）は、日本のタレント、声優。東京都新宿区出身。本籍は石川県河北郡七塚町（現：石川県かほく市）。NHK Eテレで1990年から2013年まで放送されていた子供向け工作番組『つくってあそぼ』において、ワクワクさんとして長年出演した。現在もYouTubeにてワクワクさんとしての活動を行っており、2019年10月までは『ワクワクさんチャンネル』、2021年2月以降は『わくわくさんの工作教室』というチャンネルで活動している。既婚。

## 経歴
立正大学文学部史学科卒業。
大学4年生の時に偶々立ち読みしていた雑誌に、劇団の第1期生募集が掲載されており、演技の勉強もしたことがなかったが、「こういう世界も面白そうだな」と応募していたところ合格したという。
大学生時代に声優の三ツ矢雄二と田中真弓が設立した劇団「プロジェクト・レヴュー」に所属。声優としてデビューしてまもなく、1985年のOVA『メガゾーン23』で主人公の矢作省吾を演じたほか、テレビアニメ『タッチ』などに出演する。一方、役者としての初仕事はVシネマの死体役だった。その後、NHKの子供番組に出演していた田中の勧めで『つくってあそぼ』の前身番組『わくわくおじさん』のオーディションを受け、合格する。この頃、劇団の研究生だった現在の妻と出会い、結婚に至る。
それまでテレビで顔出し出演経験がなかった久保田は、当初こそ番組作りに苦心したものの次第に慣れ、3年ほどするとワクワクさんに馴染んだ。長女の誕生を機に事務所を退所すると、ゴロリ（熊の5歳児で5と書いた服を着ている）と共にワクワクさん=『つくってあそぼ』一本での生活を始める。この頃から幼稚園を廻り、ボランティアで工作ショーを行いながら工作の見せ方や伝え方を学んだ。
ワクワクさんとして有名になると次第に仕事も増えて、全国を巡るようになる。年間300本ほどの講演を行っており、『つくってあそぼ』終了後の現在も工作の伝道師として活動を続けている。
2019年2月にYouTubeチャンネル『ワクワクさんチャンネル』を開設、YouTuberとしての活動を開始した。
2021年2月にYouTube新チャンネル『わくわくさんの工作教室』を開設。
2022年2月21日にABEMAの声優バラエティ番組『声優と夜あそび2021』にゲスト出演した際に、ワクワクさんになる前の話を披露した。

## 人物・エピソード
- 特技は落語、趣味は読書と旅行。本は歴史ものを愛好している[18]。中学、高校時代は落語家になりたかったという[8][9]。元々人前で話すことが好きで、当時は演芸番組が放送されていたため、落語に興味を持つようになったという[8]。小学生の頃、落語を始めて、「寿限無」、「目黒のさんま」にはじまり、中学時代に「時そば」、「堀之内」、「孝行糖」など、さまざまな演目を覚えていったという[8]。中学時代の卒業文集には「将来、落語家になる」と書いていた[8]。
- 工作においては父の影響が強く、父は大工とは何も関係のないサラリーマンだったが、大工の棟梁からスカウトがくるほどに手先が器用だったという[5][19]。当時は子供心ながらに「何故父は宮大工にならないのだろう」と思っていたという[5]。家の物を作るのが得意であり、ある時、「凧を作る」と言い出し、竹を買ってきて、ナタで削るところから作り始めていたという[5][19]。自宅に細工用のノコギリも含めて10種類以上持っており、ノミも20本以上あったという[5][19]。その環境もあって、小さな頃からモノづくりの楽しさみたいなものは体験していた[19]。
- 前述のとおり、小さい頃から何かを作ることが好きであり、プラモデルブームだったため、小学校時代からミリタリー物のプラモデルを作るのが趣味だったという[5][19]。長女が3歳くらいの時、趣味のプラモデルを熱中して作っていたところ横から手を出されて壊され、子供ができてからはプラモデル作りは断念したという[19]。
- 中学・高校の社会科の教員免許を保有している[20]。当時は本気で落語家を目指していたものの、高校1、2年生の担任が素晴らしい教師で、憧れて学校の教師になりたいと思うようになっていったという[8]。専攻したかったのは日本史だったが、「頑固一徹」を絵に描いたような父は「大学へ進学するなら政治経済学部しか認めない。どうしても日本史を学びたいのなら、落語を辞めるのが条件だ」と猛反対し、合格後も「単位をひとつでも落とせば学費は支払わない」と言われていた[8]。結局、大学進学のため一浪し、父親の出した条件の通り落語も辞めた。大学では社会科の教員を目指し、教育実習にも行って、教員免許の取得まではしていたという[7][12]。しかし高校生を教えていた時に、「俺、教員はできないかもしれない」とくじけてしまったという[11]。高校生は言うことを聞かず、担任の教師とも少し揉めたりして、結局、教師を目指すのは断念したという[7]。
- 学生時代は落語研究会に所属していた[21]。高校時代、文化祭などの行事があり、「忠遊亭古狸」という高座名で落語を披露していた[8]。
- 極度の近視であり、私生活では実際に度が入った眼鏡を着用している。ただし、ワクワクさんとして出演する際に着用している黒渕の眼鏡はレンズの入っていない伊達眼鏡である[要出典]。
- プロ野球・読売ジャイアンツファン。しかし、対照的に関西出身の妻は阪神タイガースファンであり、妻の前では巨人戦中継を観ないようにしている[22]。
- 恐妻家であり、三児の父親でもある。長男の自由研究を手伝ったところ、作品が全国展で入賞したことがあり、大いに困惑したというエピソードがある[15]。
- 牛乳パックなどを工作での再利用目的で保管するようにしており、子供が捨てると注意する[15]。
- ゴロリ役の俳優（二代目操演の古市次靖）とスタジオの外では距離を置いており、仕事の要件以外では一切連絡をとらないほか、撮影で移動する時にも別々に行動した。これに関して久保田は「コンビはいつも一緒にいると良いものができないため」としている[15]。ただし、後に「"内臓と声"（古市とゴロリの初代声優を務めた中村秀利）と飲みに行っていた」と発言しているなど[23]、全く付き合いが無かったわけではなく、収録後の30分だけ飲んで帰るつもりがゴロリが酒豪のため深夜3時まで飲んでしまった等の思い出を話し、いわゆる「ワクワクさんとゴロリの不仲説」は公に否定している[24]。
- 講演で全国を巡っており、全ての県庁所在地を訪れたことがある。
- 『つくってあそぼ』出演中は民放に出演する機会が少なかったが、2013年に同番組が終了してからは民放のバラエティ番組やCMにも多く出演するようになった。
- YouTuberの活動を開始してから、水溜りボンドとも彼らの動画内で共演をしている[23]。
- NHK教育で、1984年から1992年まで放映されていた『たんけんぼくのまち』のオーディションを受けたが、落選している[25][注釈 1]。
- 『メガゾーン23』で共演した山寺宏一は、「プロジェクト・レヴュー」当時の同期にして師匠に当たる[14]。

## 出演作品
※太字はメインキャラクター。

### テレビアニメ
- 機動警察パトレイバー
- 昆虫物語 みなしごハッチ（アメンボ、コオロギ、ホタル）
- タッチ（工藤、選手）
- 鉄拳チンミ（ラーユ[26]、拳士、水夫A、客）
- 忍者戦士飛影（兵士D、ガードマン2 他）
- のらくろクン（少年C、武者、手下、毒ガマ、客 他）
- 陽あたり良好!（清水）
- めぞん一刻

### OVA
- メガゾーン23（矢作省吾[27]）
- 吸血姫美夕（桂の兄）
- 沙羅曼蛇
- 緑山高校 甲子園編（宮一紀）
- メガゾーン23 PARTIII（クラック）

### 劇場アニメ
- タッチシリーズ
  - タッチ 背番号のないエース（ナインA）
  - タッチ2 さよならの贈り物（打者）
  - タッチ3 君が通り過ぎたあとに（工藤）
- 機動警察パトレイバー2 the Movie

### ゲーム
- メガゾーン23 青いガーランド（謎の男〈矢作省吾〉）

### カセット
- タクミくんシリーズ そして春風にささやいて

### バラエティ番組
- わくわくおじさん（わくわくおじさん） - 『つくってあそぼ』のパイロット版に相当する特別番組。
- できるかな（ワクワクさん） - 最終回で次番組の紹介として出演し、のっぽさんとバトンタッチを行った。
- つくってあそぼ（ワクワクさん）
  - つくってワクワク（ワクワクさん）
  - Eテレ60 Eうたココロの大冒険（ワクワクさん）ほか

### CM
- ワークスタッフ（2019年）